# Cmentarz Centralny w Kiszyniowie
Cmentarz Centralny (rum. Cimitirul Central) – wielowyznaniowy cmentarz w Kiszyniowie, najbardziej prestiżowa nekropolia w stolicy Mołdawii, historyczne miejsce pochówku przedstawicieli lokalnych elit politycznych, artystycznych i kupieckich.
Nekropolia jest popularnie nazywana Cmentarzem Ormiańskim (Cimitirul Armenesc), chociaż w rzeczywistości ma charakter wielowyznaniowy i wielonarodowościowy. Nieformalna nazwa nawiązuje do prowadzącej w kierunku cmentarza ul. Ormiańskiej, która z kolei bierze swoją nazwę od nieistniejącej już rezydencji arcybiskupa Kościoła ormiańskiego.

## Historia
Dokładny czas powstania cmentarza nie jest znany. Pierwsza wzmianka o nim pochodzi z 1811 r., natomiast w 1822 r. w jego granicach rozpoczęto budowę prawosławnej cerkwi Wszystkich Świętych, ukończonej w 1827 r. Z 1823 r. pochodzi najstarszy zachowany na terenie nekropolii nagrobek, natomiast w 1859 r. teren cmentarza otoczono murem.
Cmentarz w XIX w. był tradycyjnym miejscem pochówku najzamożniejszych Mołdawian, miejscowych posiadaczy ziemskich, inteligencji i kupców, a także oficerów armii Imperium Rosyjskiego i rosyjskich urzędników. Mimo jego prestiżowego statusu na początku XX w. był opisywany jako poważnie zaniedbany, wskazywano liczne przypadki niszczenia grobów w celu dokonania kolejnych pochówków. Pierwotnie graniczył z nieistniejącymi już nekropoliami staroobrzędowców (jej teren zajmuje od II poł. XX w. cmentarz wojenny z II wojny światowej oraz kompleks pomnikowy „Wieczność”) i protestantów (obecnie na jej miejscu znajduje się budynek kina Gaudeamus). Zniszczona została również część samego Cmentarza Centralnego.
W 2010 r. cmentarz został oficjalnie zamknięty. Od tej pory możliwe są na nim jedynie pochówki osób szczególnie zasłużonych, odznaczonych mołdawskimi orderami Stefana Wielkiego i Republiki lub równymi im orderami radzieckimi. Mer Kiszyniowa może również w indywidualnych przypadkach wyrazić zgodę na pochówek innej zasłużonej osoby. Możliwe są również pochówki najbliższych krewnych osób, których groby już znajdują się na nekropolii. W rzeczywistości przepisy te nie są respektowane, ponadto częste są przypadki niszczenia historycznych nagrobków, by zrobić miejsce dla kolejnych pochówków. Cmentarz nie jest wpisany do rejestru zabytków, ochroną konserwatorską objęta jest jedynie cerkiew Wszystkich Świętych, a jego ogólny stan opisywany jest jako zły.

## Pochowani na cmentarzu
- Ion i Doina Aldea-Teodorovici – małżeństwo mołdawskich piosenkarzy[5]
- Mihail Berezovschi – mołdawski duchowny prawosławny, kompozytor muzyki cerkiewnej
- Maria Bieșu – radziecka i mołdawska śpiewaczka operowa[3]
- Władimir Bojarincew – radziecki wojskowy, Bohater Związku Radzieckiego[6]
- Mihail Çakir – gagauski duchowny prawosławny, badacz kultury Gagauzów[7]
- Toma Ciorbă – mołdawski lekarz i działacz społeczny[8]
- Natalia Dadiani – arystokratka rosyjska, twórczyni gimnazjum żeńskiego w Kiszyniowie[3]
- Mihai Dolgan – radziecki piosenkarz[4]
- Lazăr Dubinovschi – mołdawski rzeźbiarz[3]
- Natalia Gheorghiu – mołdawska lekarka[4]
- Vladimir Hertza – mer Kiszyniowa, mołdawski działacz polityczny[3]
- Aleksy – syn Jerzego Czarnego[9]
- Konstantin Konstantinow – radziecki aktor[4]
- Leonida Lari – mołdawska i rumuńska poetka, działaczka polityczna[10]
- Jelena Łazo – mołdawska szlachcianka, matka Siergieja Łazo; oraz jego brat Stiepan[4]
- Eugenia Maleșevschi – rosyjska i mołdawska malarka pochodzenia polskiego[11]
- Alexei Mateevici – duchowny prawosławny, poeta mołdawski[3]
- Alexandru Plămădeală – mołdawski malarz i rzeźbiarz[8]
- Kiriłł Sapieżko – radziecki profesor medycyny[4]
- Karl Szmidt – mer Kiszyniowa (nagrobek nie zachował się)[4]
- Konstantin Sibirski – profesor matematyki[4]
- Grigore Vieru – mołdawski pisarz[3]
- Iwan Zaikin – rosyjski sportowiec[3]
- deputowani do Rady Kraju: Anton Crihan, Nicolae Alexandri, Sergiu Niță, Iacov Sucevan, Vasile Lascu, Vasile Cancu, Nicolae Mogilanschi[12]
- przedstawiciele arystokratycznej rodziny Krupienskich[3], jednej z najzamożniejszych i najbardziej wpływowych rodzin w XIX-wiecznej Besarabii[13]
- uczestnicy I wojny światowej[14]